# ديوار (فلم 1975)
ديوار (بالعربية: الجدار) فيلم جريمة درامي هندي إنتاج عام 1975، من تأليف سليم خان وجافيد أختر، من إخراج ياش تشوبرا، وبطولة شاشي كابور، أميتاب باتشان، ونيتو سينغ، ونيروبا روي، وبارفين بابي. الفيلم يلقى بالضوء على المناخ الاجتماعي-السياسي المضطرب في الهند في سبعينيات القرن الماضي ويروي قصة عائلة فقيرة الحال يسوء وضعها المالي أكثر نتيجة صعوبة التعامل النظام الإداري الفاسد وتأجج الاحتجاجات العمالية المتسعة، في سعى العائلة لملمة شتات جاهدة للبقاء على قيد الحياة في الأحياء الفقيرة في بومباي، والجدار الذي ينشأ بين الشقيقين، وتفرق مصيرهما والظروف في وقت من الاضطرابات الاجتماعية والسياسية. ويجدون أنفسهم في نهاية المطاف على جوانب متباينة من القانون. شخصية باتشان فيجاي كانت مستوحاة بشكل فضفاض من قبل رجل العصابات في العالم الحقيقي بومباي حاجي مستان.
غالبًا ما تعتبر ديوار قطعة من التحف الفنية السينمائية الرائدة وتأثير كبير على السينما الهندية، وكذلك على المجتمع الهندي الأوسع، بمواضيع مناهضة الجريمة وتعزيز صورة باتشان المتمردة والتي يتردد صداها مع الجماهير وشعبية «الشاب الغاضب» في بوليوود. كما بلورة صورة بارفين بابي «امرأة بوليوود جديدة». عزز الفيلم أيضًا نجاح ثنائي الكتابة سليم-جافيد، الذي استمر في كتابة العديد من الأفلام الشهيرة. ارتفعت قيمة مؤلفي الأفلام بفضلهم، حتى أصبحوا يحصلون على رواتب عالية مثل الممثلين الرائدين في ذلك الوقت. حصل ديوار على جائزة فيلم فير لأفضل فيلم لعام 1975، بالإضافة إلى ستة جوائز أخرى من فيلم فير. كان أيضًا «نجاحًا كبيرًا» في شباك التذاكر، حيث احتل المرتبة الرابعة كأفضل فيلم بوليوود لعام 1975. صنفت إينديتيمس بين أفضل 25 فيلمًا في أفلام بوليوود.

## طاقم التمثيل
- شاشي كابور في دور رافي فيرما
  - راجو شريسثا في دور يونغ رافي فيرما
- أميتاب باتشان في دور فيجاي فيرما
  - الانكار جوشي في دور يونغ فيجاي فيرما
- نيتو سينغ في دور فيرا نارانج
- نيروبا روي في دور سوميترا ديفي
- بارفين بابي في دور أنيتا
- مانموهان كريشنا في دور نارانج
- مادان بوري في دور سامانت
- افتخار في دور ملك راج دافار
- ساتيندرا كابور في دور أناند فيرما
- سودهير بدور جايتشاند
- جاغديش راج في دور جاجي
- راج كيشور في دور داربان
- يونس بارفيز في دور رحيم تشاتشا
- راجان فيرما في دور لاتشو
- د. ك. سابرو في دور السيد أغاروال

## روابط خارجية
- مقالات تستعمل روابط فنية بلا صلة مع ويكي بيانات
- Deewaar  في قاعدة بيانات الأفلام على الإنترنت (بالإنجليزية)